# 薛卫民 (政治人物)
薛卫民（1957年7月—），男，汉族，福建闽清人，中华人民共和国政治人物，曾任致公党中央委员、福建省委副主委，福建省教育厅副厅长，福建省政协副主席，第十一届全国政协委员。

## 生平
2008年，当选第十一届全国政协委员，代表中国致公党，分入第十一组。2018年1月，当选第十三届全国政协委员。
2023年1月13日，卸任福建省政协副主席职务。